# Borgø
Borgø er en ubeboet ø i den centrale del af Søndersø syd for Maribo på Lolland. Borgø er den største af øerne i Søndersø.
I 1100-tallet blev borgen Refshaleborg opført med et voldanlæg på øen. Borgen tilhørte kongen og blev ødelagt ved et angreb i 1256. I dag er ruinerne og resterne af voldanlægget, Refshaleborg Voldsted, et yndet udflugtsmål.

## Galleri
- Kort over Borgø i Maribo Søndersø.
- Østenden af øen.